# Галина Прозуменшикова
Галина Николајевна Прозуменшикова (рус. Галина Николаевна Прозуменщикова, удата Степанова, Севастопољ, 26. новембар 1948 – Москва, 19. јул 2015) била је совјетска пливачица и олимпијска победница, која је освојила прво олимпијски злато са СССР у пливању.
Пливањем се почела бавити са 10 година, а годину дана касније позвана је у олмадинску екипу Севастопоља. У периоду до 1970. године, када је постигла главне успехе у спорту, тренер јој је била Јелена Лукијановна Алексенко, а затим - Виталиј Иванович Сорокин.
Залужни мајстор спорта у пливању прсним стилом остала је 1964, на Летњим олимпијским играма је учествовала три пута и сваки пут је освајала медаље (1964, Токио, 1968 Мексико Сити и 1972. Минхен)), европска првакиња је била (1966, 1970), и дугогодишња првакиња СССР (1963—1972) у различитим растојањима.
У дисцилини на 200 метара прсно Галина Прозуменшикова је четири пута обарала светски рекорд. Прво, 11. априла 1964. у мечу СССР — Уједињено Краљевство у Блекпулу резултатом 2:47,7 је премашила рекорд Карин Бајер (ДДР), постављен три године раније, и онда тај резултат побољшава 17. маја, 1964. у мечу СССР—ДДР у Берлину (2:45,4), 12. септембра 1965. у Гронингену (2:45,3) и 22. августа 1966. на Европском првенству у Утрехту (2:40,8). 17. јула 1966. у Лењинграду, поставила је и светски рекорд у пливању на 100 м прсно са (1:15,7).
Галина Прозуменшикова је 1977. године примљена у Међународну Кућу славних водених спортова у Флориди..